# Diadegma simile
Diadegma simile är en stekelart som först beskrevs av Juan Brèthes 1913.  Diadegma simile ingår i släktet Diadegma och familjen brokparasitsteklar. Inga underarter finns listade i Catalogue of Life.